# Maison Martin Margiela
Martin Margiela (Lovaina, 9 d'abril de 1957) és un dissenyador de moda. Associat al grup dels “Sis d'Anvers”, basa el seu treball en el moviment desconstructivista, el reciclatge de peces de roba i la transformació.

## Biografia i trajectòria
Maison Martin Margiela va néixer el 1957 a Limburg, Bèlgica. El 1979 es gradua a la Royal Academy of Fine Arts d'Anvers i treballa com a dissenyador freelance fins al 1984. Entre els anys 1984 i 1987 és assistent del dissenyador Jean-Paul Gaultier. Un any després, crea la seva pròpia firma Maison Martin Margiela, amb Jenie Meirens. Aquest mateix any presenta a Paris la seva primera col·lecció per a dona amb el nom de “Destroy Fashion”.
El 1989 rep el premi Andam. El 1997 fa la seva primera exposició individual en col·laboració amb el microbiòleg Ad Van Egeroat al Bojman's Museum de Rotterdam. L'exposició es basava en l'alteració de teixits a partir de cultius de bacteris que deformaven el teixit de diferents maneres.
De 1998 a 2003 es converteix en director creatiu de la firma Hermés per a col·leccions de dona. El 2000 obra una botiga a un edifici abandonat a Tokyo Del 2002 al 2009 obra botigues a diferents ciutats de tot el món.
El 2002 Renzzo Rosso (director de la marca Diesel) es converteix en accionista majorista de Neuf Sas, on entra a formar part Maison Martin Margiela. El 2004 trasllada la seu de la firma a la Rue Saint Maur de París i dos anys després es presenta per primer cop la línia Artisanale (línea 0) a la setmana de la Haute Couture de París. El 2008 celebra el 20è aniversari on es fa una exposició de Margiela al museu MoMu d'Anvers i s'edita un llibre en honor de la firma. El 2010 llança al mercat la primera fragància de la firma anomenada ‘'Untitled i s'inaugura la tenda on-line.

## Estil i característiques
La feina de Margiela així com la dels dissenyadors dels "Sis d'Anvers" i els de Rei Kawakubo (Creadora de la marca Commes des Garçons) formen part del moviment desconstructivista i conceptual de la moda. Es basa en l'excèntric i revolucionari, allunyant-se del luxe convencional.
Aquest concepte té una gran importància en la carrera professional de Martin Marigiela, en la qual reivindica la moda com una forma d'art i no com una font comercial. Per això Margiela creu en la importància de la roba per sobre del dissenyador i manté en un anonimat absolut la seva persona (no surt després de les desfilades ni es tenen fotografíes d'ell).
Podem veure aquesta filosofía també en la forma d'etiquetar les peces, una etiqueta blanca amb quatre puntades als quatre costats embastades a mà. És un creador obsessionat en el procés i la tècnica de peces que són un culte a la impersonalitat. Destaca l'artesania i el detall amb el qual estan fetes les peces i utilitza la destrucció i reinterpretació de peces. Utilitza els artificis, les mesures XXL i els efectes 3D.

## Exposicions permanents a museus
- Palais Gallieria, Paris.
- Musée de la Mode et du Textile, Paris.
- Fonds National D'Art Contemporain, Francia.
- Musée de la Mode, Marsella.
- Metropolitan Museum of Art, Nova York.
- FIT Museum, Nova York.
- The Victoria and Albert Museum, London.
- Museum Boijams van Beuningen, Roterdeam.
- Centraal Museum, Utrecht.
- Flander Fachion Institute, Amberes.
- Brooklyn Museum of Art, Nueva York.
- Kyoto Costume Institue, Japo.[1]

## Col·laboracions

### Swaroski
A l'any 2013 Maison Martin Margiel va fer una col·laboració amb la firma de joieria de cristall Swaroski. La col·lecció és basava en peces blanques amb cristalls en formes minerals asimètriques i avanguardistes inspirades en les estalactites, fetes a partir de la tecnologia Crystalactite fusion technology basada en la fusió de resina mat i cristalls.

### Mikita
Aquesta col·lecció es va fer per celebrar el 26è aniversari de la firma d'ulleres el 2014. La col·lecció es basa en la reinterpretació i experimentació de la forma.

### G-shot
Col·laboració per celebrar el 30è aniversari de la marca G-Shock. Es van crear rellotges d'edició limitada amb pell blanca ample amb efecte mirall i cristall líquid a la superfície de l'esfera.

### Converse
Converse Maison Martin Margiela és la col·lecció càpsula inspirada en els models Star'70 i Jack Purcell i segueix l'estètica pura i blanca de la pintura tan icònica de la firma.